# Caenby
Caenby is een civil parish in het Engelse graafschap Lincolnshire.